# Distrihijaza
Distrihijaza (lat. distichiasis) je jako retka kongenitalna anomalija oka koja se manifestuje postojanjem dva reda trepavica koje rastu u nivou Meibomovih žlezda očnog kapka ili nešto iza njih.

## Epidemiologija
Po učestalosti distrihijaza je jako redak poremećaj.
Rasne razlike
Distrihijaza se ravnomerno javlja u svim etničkim grupama.
Pol
Ovo stanje ne pokazuje polnu diskriminaciju.
Starostne razlike
Distrihijaza se javlja u svim uzrastima.

## Etiopatogeneza
Distrihijaza se može javiti u dva oblika kao stečena i urođena forma.  Urođeni oblik distihije nasleđuje se autosomno dominantno i sa potpunom je penetracijom.  Stečeni oblik nastaje kao posledica metaplazije Meibomovih žlezda koja dovodi do abnormalnog rast trepavica iz žlezdanog tkiva, npr. nakon srednje do teške hemijske opekotine, Stevens-Johnsonovog sindrom, OCP, ili hroničnog blefarokonjunktivitisa.

### Oblici
Stečeni oblik — većina slučajeva kod oovog oblika uključuje donje kapke. Trepavice mogu biti potpuno oblikovane ili vrlo fine, pigmentirane ili bez pigmenta, pravilno orijentisane ili pogrešno usmerene. 
Urođeni oblik — je dominantno nasleđena forma bolesti sa potpunom penetracijom. Može biti izolovan ili povezan sa ptozom, strabizmom, urođenim srčanim defektom ili mandibulofacijalnom disostozom. Ovaj defekt može biti povezan i sa poremećajem razvoja epitelnih zametnih ćelija tako da se one u potpunosti diferenciraju od meibomijskih žlezda, umesto da postanu iz pilosebacealnog dela.
Distihijaza može da utiče na pojavu promena u donjim i gornjim kapcima, jer kada abnormalne trepavice dođu u kontakt sa rožnjačom, mogu izazvati ozbiljnu iritaciju, epiforu, eroziju rožnjače, ili čak i ulceracije (čireve) na rožnjači.

## Klinička slika
Aberantne trepavice usmerene su ka očnoj jabučici i u kontaktu su sa njom. Međutim, pošto su ove trepavice meke, tanke i kratke najšeće ne izazivaju subjektivne smetnje niti oštećenja na površini očne jabučice.

## Diferencijalna dijagnoza
Diferencijalno dijagnostički treba imati u vidu ove bolesti:
- Entropiju očnog kapka i trepavice
- Trihijazu

## Terapija
Samo u retkim slučajevima potrebno je hirurško lečenje metodom krioterapije koja podrazumeva destrukciju korena aberantnih trepavica smrzavanjem (niskom temperaturom od -20 do -25°C).
Koristi se i elektroforeza, koja je idealna metoda je idealna za slučajeve sa nekoliko nepravilnih trepavica. Izvodi se u lokalnoj ili opštoj anesteziji, u zavisnosti od starosti pacijenta. Za terapiju se korise fine elektrod koje se apliiciraju uz svaki folikul dlake.
Druge operativne tehnike uključuju upotrebu operativnog mikroskopa, upotrebu hirurških petlji i upotrebu lampe.
Može se primeniti i mehanička epilacija trepavica, ali se nove trepavicejavljaju unutar 4-6 nedelja.

## Literatura
- Moosavi, A. H.; Mollan SP, Berry-Brincat A;  . (2007 Jul-Aug). „Simple surgery for severe trichiasis”. Ophthal Plastic and Reconstructive Surgery. 23 (4): 296—7. Проверите вредност парамет(а)ра за датум: |date= (помоћ)
- McCracken, M. S.; Kikkawa DO; Vasani, S. N. (2006 Sep-Oct). „Treatment of trichiasis and distichiasis by eyelash trephination”. Ophthal Plastic and Reconstructive Surgery. 22 (5): 349—51. Проверите вредност парамет(а)ра за датум: |date= (помоћ)
- Anderson, R. L. (јануар 1977). „Surgical repair for distichiasis”. Archives of Ophthalmology. 95 (1): 169.
- Bosniak S. Principles and Practice of Ophthalmic Plastic & Reconstructive Surgery. WB Saunders Co; 1996. Vol 1: 409.
- Dortzbach RK. Ophthalmic Plastic Surgery: Prevention and Management of Complications. Lippincott-Raven Publishers; 1994. 42-8.
- Hill, J. C. (октобар 1976). „Trichiasis and distichiasis”. Can J Ophthalmol. 11 (4): 353—4..
- Pham, R. T.; Biesman BS; Silkiss, R. Z. (2006 Nov-Dec). „Treatment of trichiasis using an 810-nm diode laser: an efficacy study”. Ophthal Plastic and Reconstructive Surgery. 22 (6): 445—7. Проверите вредност парамет(а)ра за датум: |date= (помоћ)

## Spoljašnje veze
|  | Molimo Vas, obratite pažnju na važno upozorenje u vezi sa temama iz oblasti medicine (zdravlja). |